# Hacking de teléfono
El hacking de teléfono es la práctica de interceptar llamadas telefónicas o mensajes de voz, a menudo mediante el acceso a la información de un  móvil sin el consentimiento del propietario del teléfono.  El término se dio a conocer durante el escándalo de hacking telefónico de News International, en el que se afirmaba (y en algunos casos fue probado en la corte) que el periódico sensacionalista británico News of the World había participado en la intercepción de mensajes de voz de la Familia Real Británica, otras figuras públicas y la estudiante asesinada Milly Dowler.

## Riesgos
Aunque cualquier usuario de teléfono móvil puede ser un blanco, "para aquellos que son famosos, ricos, poderosos o que por alguna razón son lo suficientemente importantes para dedicar tiempo y recursos para hacer un ataque concertado, existen riesgos reales por enfrentar".

## Técnicas

### Buzón de voz

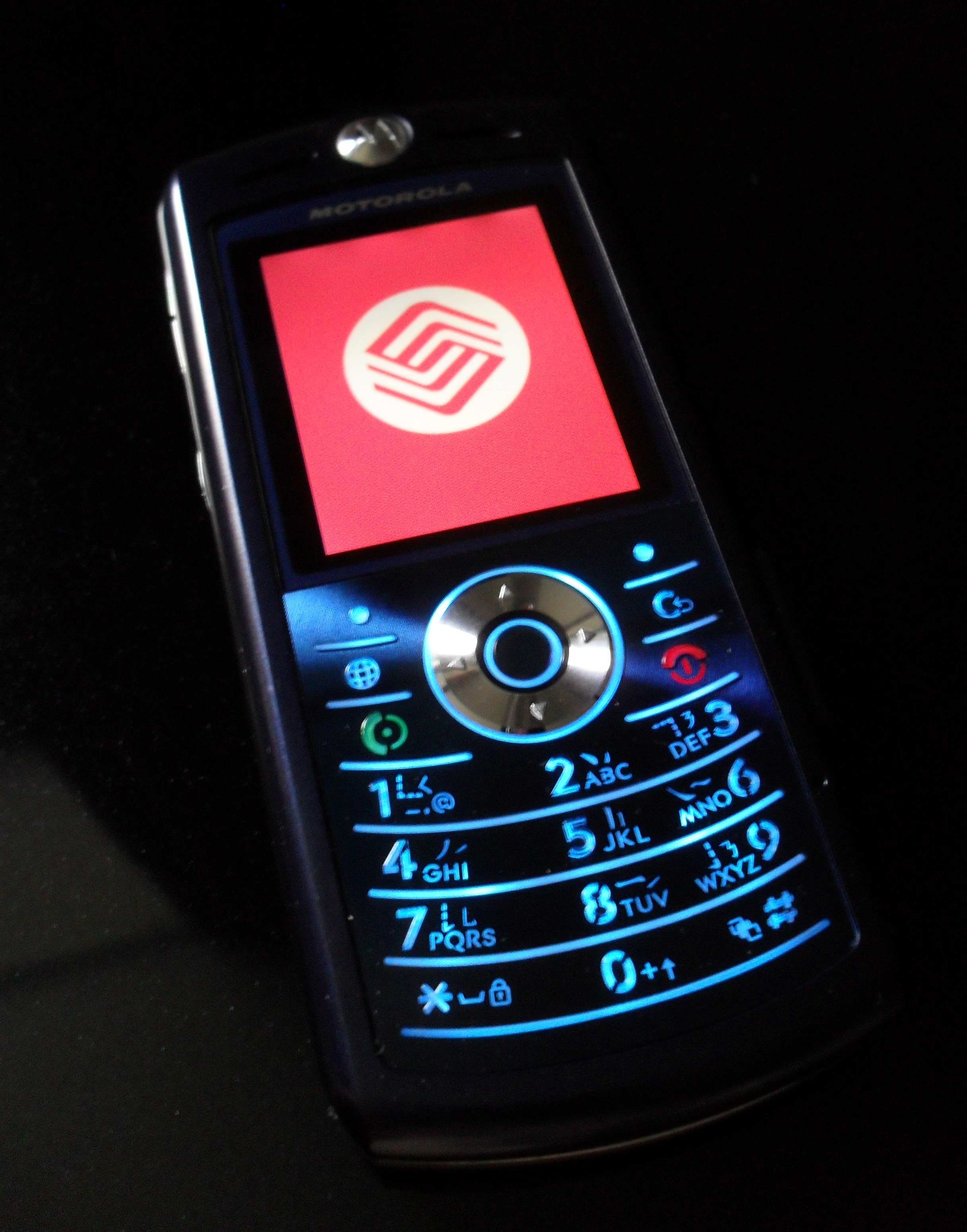
El hackeo de teléfonos a menudo involucra el acceso no autorizado a llamadas telefónicas o a mensajes de voz.

Contrario a lo que su nombre sugiere, escándalos como el de la escucha ilegal de llamadas telefónicas por parte de News International, poco tienen que ver con el hacking de teléfonos, sino que están relacionados con el acceso remoto no autorizado a los sistemas de buzón de voz. Esto es posible, en gran parte a las debilidades en la implementación de estos sistemas por parte de las empresas de telecomunicaciones.
Desde los inicios de la telefonía móvil, los proveedores de servicio han permitido el acceso a los mensajes de voz mediante un teléfono fijo, requiriendo la entrada de un Número de Identificación Personal (NIP) para escuchar los mensajes. Muchas compañías de telefonía celular utilizan un sistema que establece un valor predeterminado de NIP de cuatro dígitos conocidos,  que rara vez es cambiado por el propietario del teléfono, haciendo más fácil para un adversario quién sabía el número de teléfono y el proveedor de servicios para acceder a los mensajes de correo de voz asociados a ese servicio.  Aun cuando el NIP por defecto no era conocido, la ingeniería social era utilizada para restablecer el NIP por defecto, haciéndose pasar por el dueño del teléfono durante una llamada al centro de llamadas.  Muchas personas utilizan NIPs débiles que son fáciles de adivinar; para evitar que los suscriptores elijan NIPs de baja seguridad, algunas compañías de telefonía móvil no permiten el uso de dígitos consecutivos o la repetición del mismo NIP del buzón de voz.
A mediados de la década de los 2000, se descubrió que las llamadas que se realizan de  la terminal se registran en una cuenta de correo de voz sin que el usuario asigne un código NIP, por lo que un atacante podría utilizar un ID falso y hacerse pasar por el número de teléfono de la víctima, y de ese modo obtener acceso no autorizado al buzón de voz sin un NIP.
A raíz de la controversias sobre el espionaje telefónico y las críticas hacia los proveedores de telefonía que permitían el acceso al correo de voz sin NIP, se ha aumentando el nivel de seguridad por defecto de los sistemas para que el acceso a los mensajes de correo de voz y otros ajustes del teléfono ya no se logren a través de un NIP predeterminado. Por ejemplo, AT&T anunció en agosto del 2011 que los usuarios deberán introducir su contraseña personal para poder acceder a su correo de voz.  T-Mobile  dijo que recomienda que el usuario asigne una contraseña a su elección para mayor seguridad".

### Auriculares
Un análisis de códigos NIP seleccionados por los usuarios, sugirió que diez números representan un 15% de todas las contraseñas de iPhones, con "1234" y "0000" como las más comunes. Los años de nacimiento y fechas de graduación también son opciones recurrentes.  Aunque un NIP de cuatro dígitos sea seleccionado al azar, la combinación de dígitos para la clave es pequeña (10.000 posibilidades), haciendo este tipo de contraseña más fácil de forzar que otros sistemas; por lo tanto, alguien con acceso físico a un auricular asegurado con un alfiler viable puede determinar el NIP en un corto tiempo.  Las empresas por lo tanto pueden implementar políticas que promuevan el uso de contraseñas más fuertes a través de la gestión de sistemas en los teléfonos móviles.
Los micrófonos en los teléfonos móviles pueden activarse remotamente por organismos de seguridad o empresas de telecomunicaciones, sin necesidad de acceso físico. Esta característica “roving bug” ha sido utilizada por organismos policiales y servicios de inteligencia para escuchar conversaciones cercanas.
Otras técnicas para hackear teléfonos incluyen engañar a un usuario de teléfono móvil descargando malware para monitorear la actividad en el teléfono, o bluesnarfing, el cual consiste en el acceso no autorizado a un teléfono vía Bluetooth.

### Otros
También existen defectos en la implementación del algoritmo cifrador del GSM, que permite la intercepción pasiva.  El equipo necesario está disponible para agencias gubernamentales o pueden ser armados por piezas individuales disponibles.
En diciembre del 2011, Karsten Nohl, un científico alemán, reveló que es posible hackear el buzón de voz y los mensajes de texto en varias redes con  un software descifrador gratuito disponible en internet. Él acusó a las compañías de telefonía móvil por confiar en técnicas antiguas de encriptación  en el sistema 2G, y dijo que el problema se podría arreglar fácilmente.

## Legalidad
El hacking de teléfono es una forma de vigilancia, la cual es ilegal en muchos países, a menos que sea llevada a cabo como una intercepción legal por una agencia gubernamental. En el escándalo de hacking telefónico de News International,al investigador privado Glenn Mulcaire se le encontró que había violado el Acta 2000 de Regulación de los Poderes de Investigación. Fue sentenciado a 6 meses en prisión en enero de 2007. Debido a diversas reclamaciones y  controversias sobre el hacking telefónico, el periódico News of the World fue clausurado en julio de 2011.
En diciembre de 2010, la Ley de Veracidad en el Identificador de Llamadas fue puesta en marcha en Estados Unidos, haciendo ilegal “causar a sabiendas que algún servicio de identificador de llamadas transmita información de identificación engañosa o inexacta con el intento de causar daño, hacer fraude, u obtener injustamente algo de valor.”